# Нерегулярные менструации
Нерегулярная менструация — это нарушение менструального цикла, проявления которого включают нерегулярную продолжительность цикла, а также метроррагию (вагинальное кровотечение между ожидаемыми периодами).

## Нерегулярные циклы или периоды
Нерегулярные циклы или нерегулярные периоды — это ненормальное изменение продолжительности менструальных циклов. Женщина обычно испытывает колебания продолжительности цикла до 8 дней между самой короткой и самой длинной продолжительностью цикла. Продолжительность от 8 до 20 дней считается умеренно нерегулярной. Изменение 21 дня и более считается очень нерегулярным.
Альтернативно, один менструальный цикл может быть определён как нерегулярный, если длительность составляет менее 24 дней или более 38 дней. Если они регулярно короче, чем 21 день или дольше, чем 36 дней, состояние называется полименорея или олигоменорея.
Кроме того, нерегулярные менструации распространены в подростковом возрасте. Регулярный менструальный цикл может быть установлен в течение года после менструации. Тем не менее, другие исследования показывают, что может потребоваться от 2 до 7 лет, чтобы установить регулярность после первых менструаций.

## Другие типы
Другие типы условий, которые могут быть названы «нерегулярной менструацией», включают:
- Метроррагия, которая обычно относится к вагинальному кровотечению, которое происходит между ожидаемыми менструальными циклами[9]. Различие между нерегулярной длиной цикла и метроррагией не всегда ясно. Это может зависеть от того, рассматривается ли кровотечение как обозначение менструального периода (предпочитая термин «нерегулярные циклы») или отдельно от него (одобряя термин «метроррагия»).
- Олигоменорея обычно относится к нечастым менструациям. Более строго, это менструальные периоды, происходящие с интервалами более 35 дней, с четырьмя-девятью периодами в году[3]. Менструальные периоды должны регулярно устанавливаться до развития нечастого кровотока и часто (но не всегда) с нерегулярными интервалами. В отличие от «нерегулярных циклов», интервал между одним циклом и следующим может быть постоянным, но может рассматриваться как «нерегулярный», по сравнению с длиной цикла у женщины без олигоменореи. Женщины с олигоменореей часто имеют нерегулярные циклы.